# Слонімська синагога
Слонімська синагога — пам'ятник барокової архітектури в Слонімі на вул. Радянській, 1.

## Історія
Велику синагогу в Слонімі було зведено 1642 р. в  системі оборонних споруд історичного середмістя.
У 1881 році синагога сильно постраждала від великої пожежі. Одразу після пожежі на пожертвування вірних синагогу було відновлено, хоча місцева влада не давала на це дозволу.
Після Другої світової війни використовувавалася як склади.Архітектура
У 2001 році було передано у власність Юдейському релігійному об'єднанню в Республіці Білорусь. Перебуває на реставрації, яка, врешті-решт, майже зупинилася.
На початку 2021 року будівлю придбала на авкціоні за 30 тисяч білоруських рублів дитяча письменниця та вчителька з Мінську Ілона Караваєва (на псевдо "Йоанна Рівз").

## Архітектура
Слонімська синагога —  потужна споруда, оточена по периметру низькими  пізнішими спорудами, була головним об’єктом давньої площі, до якої сходилися вулиці. Монументальну частину головного фасаду синагоги з крупною ліпниною орієнтовано на вулицю Радянську, західний бік — на Шкільну. З вузького проходу від площі Леніна бароковий фронтон будівлі сприймається велично. Поодинока історична навколишня забудова природно пов’язана із синагогою.

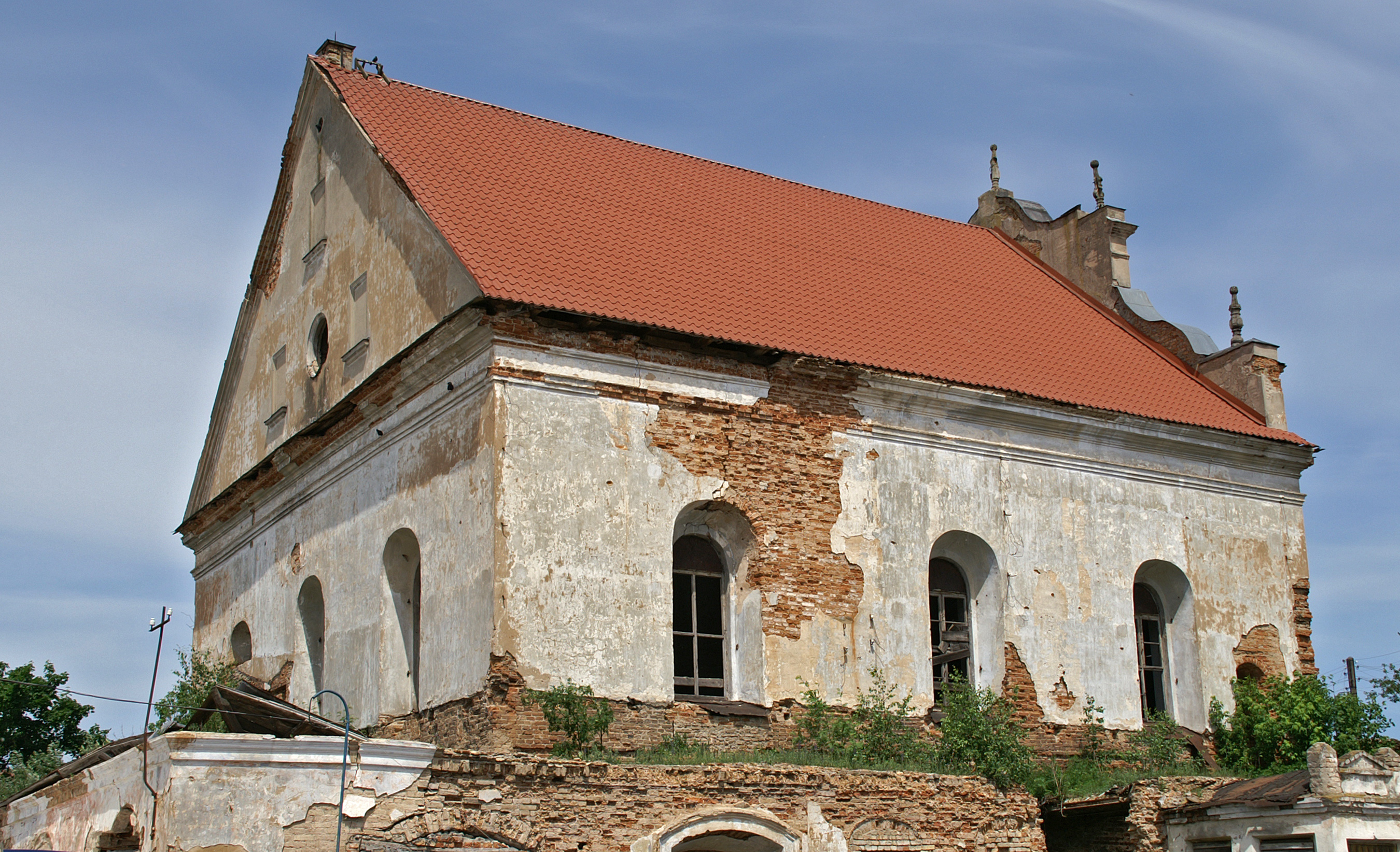
Бічний фасад синагоги

Слонімська синагога являє собою квадратний цегляний будинок з високим двосхилим дахом та дев'ятиповерховою планувальною схемою, характерною для синагог XVII-XVIII ст.ст.: конструкцію перекриттів виконано дев'ятьма склепінчастими прольотами. Головна споруда підперізана двоярусними фасадами. Безпекові заходи зумовили оборонний характер архітектури споруди: товсті стіни, відсутність архітектурного декору та розкріповок, високі підняті аркові віконні отвори. Особливо міцний є нижній ярус з рядами низьких лукових вікон-бійниць і товщиною стін 1,7 м. Ліпнинні акценти барокового мистецтва виконано на головному східному боці будинку — високий  фігурний щипець на фільонковому парапеті. Щипець розкріповано здвоєними пілястрами, нішами тонкого профілю. У центрі розіщено кругле вікно-розетку.

### Інтер'єр

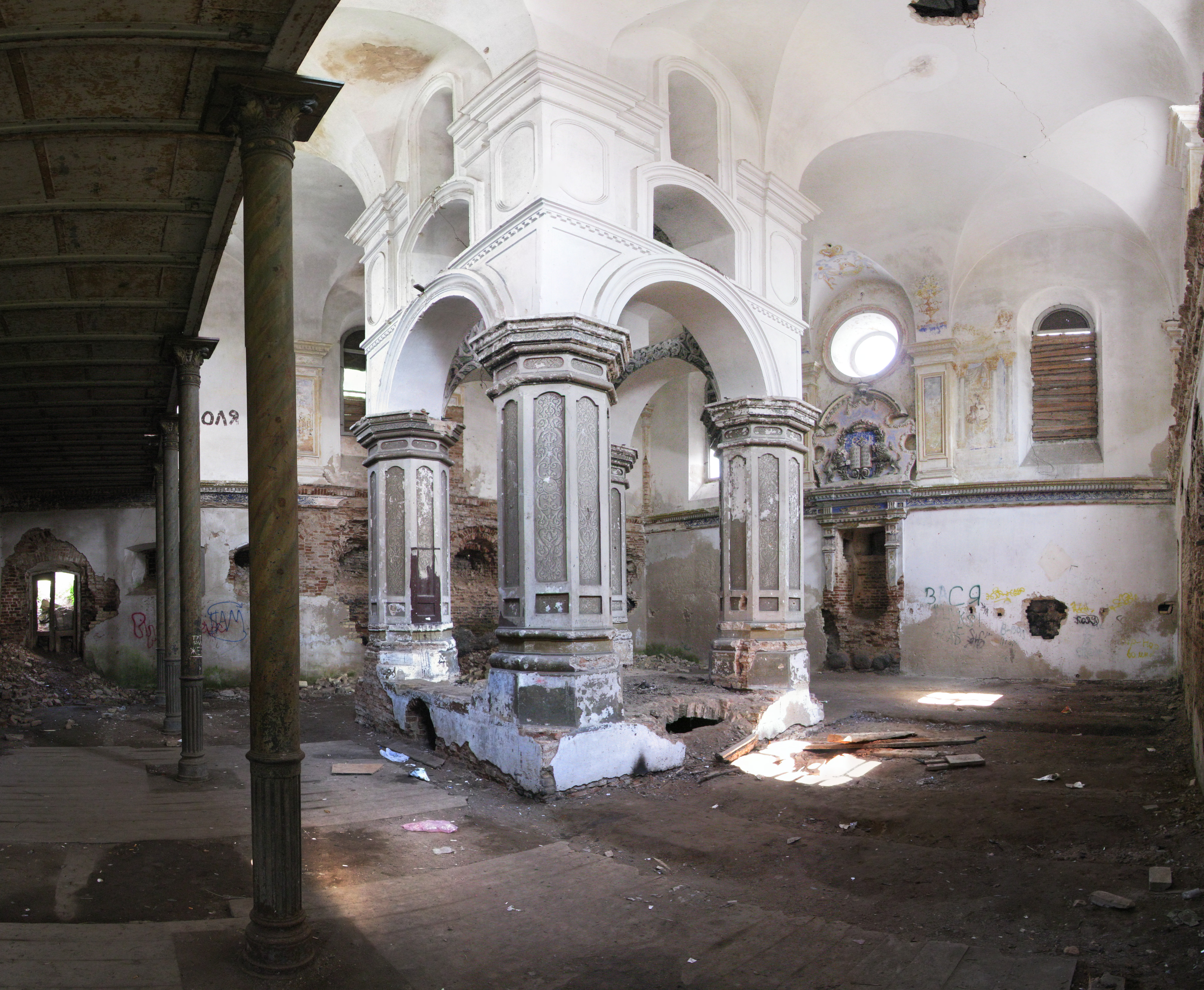
Інтер’єр синагоги

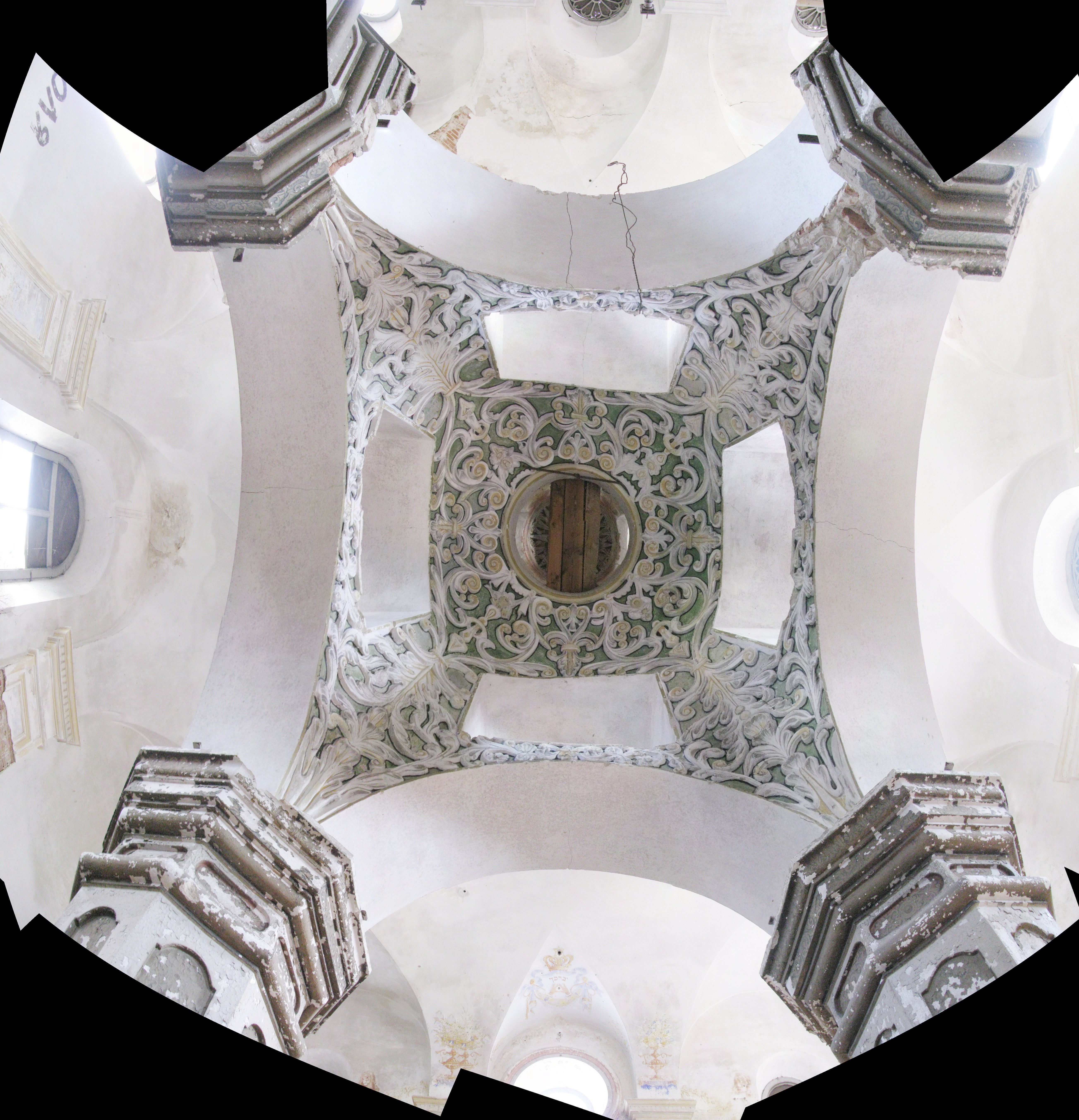
Розпис купола біми

Особливість виконання інтер'єру синагоги обумовлена характером культового ритуалу. У центрі широкої зали стоїть біма. Балдахін на бімою, піднятий на чотирьох потужних стовпах і аркадах, являє собою вітрильне склепіння з ліхтаром. Купол біми прикрашено стукковим різнобарвним орнаментом з листків аканта та пальметів. Біма композиційно поєднує простір в  інтер'єрі та одночасно виступає головною опорою хрестових склепінь, котрі перекривають молитовну залу висотою 11,8 м. Основи склепіннів опираються на пілястри, фільонки яких розписано фресками першої половини ХІХ ст. із романтичними пейзажами з руїнами, вазонами з квітами. Традиційну перегородку поміж чоловічою та жіночою половинами синагоги замінено металевою галереєю на чотирьох тонких колонах у західній частині храму.

#### Священний ковчег

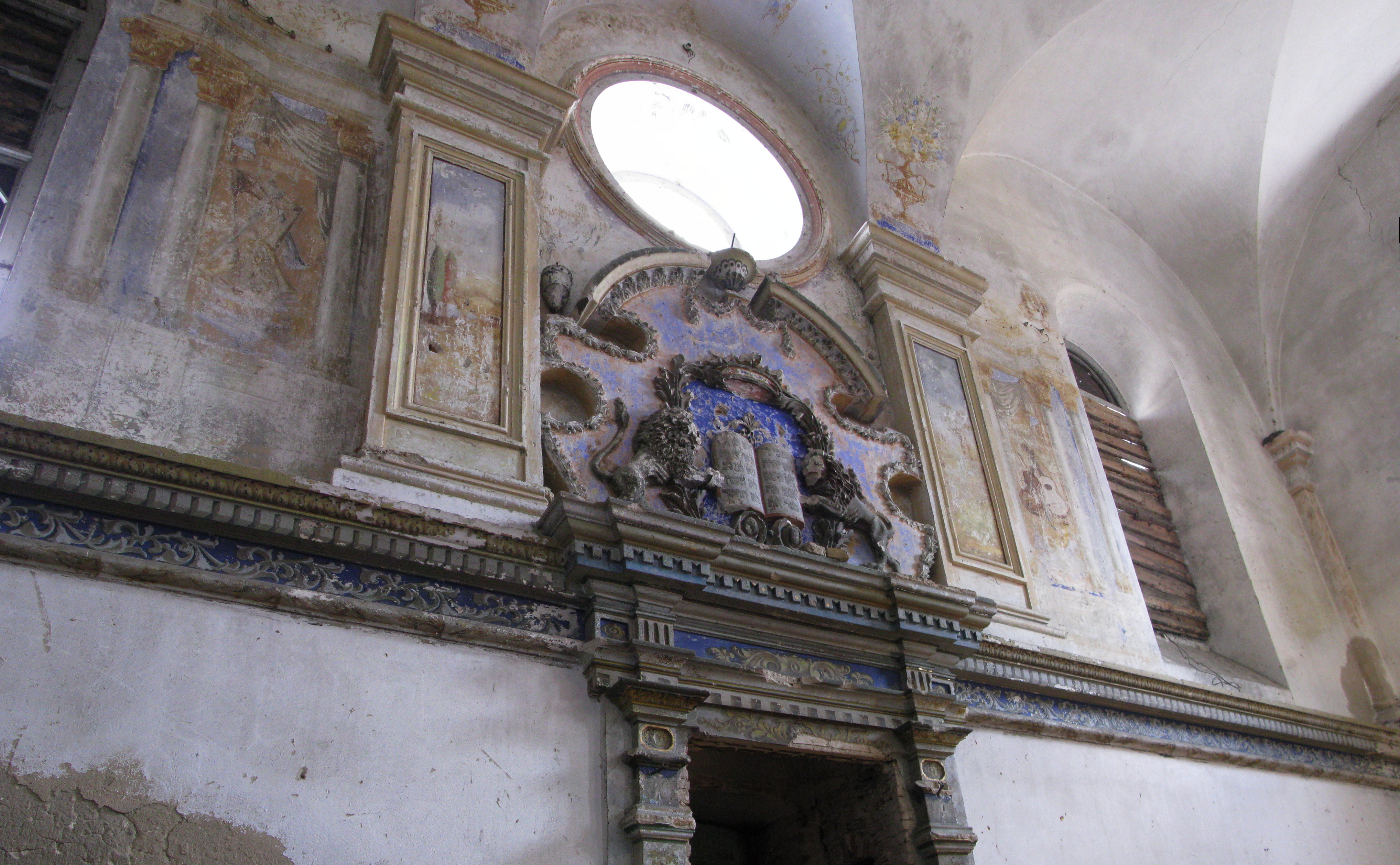
Віконна розетка та вівтарний картуш

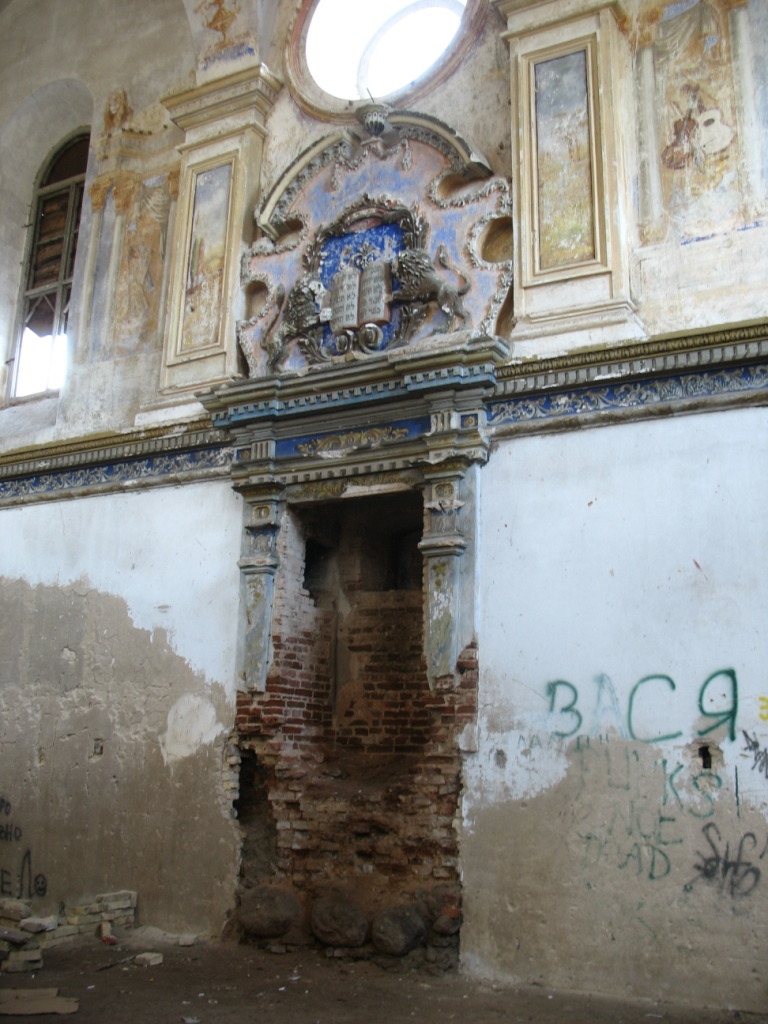
Ліпнинне оздоблення Арон-га-Кодеша

Самобутність та особливість насичених декоративно-орнаментальних мотивів інтер'єру синагоги пов'язана з культовою символікою: мотиви з тваринного та рослинного світу, культові предмети (корона, скрижалі). У декоративному оздобленні інтер'єру використано техніку гризайлю. Композиційно-декоративним центром східної стіни є Арон-га-Кодеш ("священний ковчег"— полиця для зберігання згортку Тори). Над ним розміщено  накладний фігурний картуш — ліпнинна композиція у вигляді двох скрижалей, підтримуваних з обох боків левами та увінчаних короною. Усі елементи декоративного  ліплення покрито позолотою та різнобарною пофарбовкою. По боках вівтарного картуша — настінна фреска з коринтськими колонами та антаблементами, на якій зображено образи левів, вазів, букетів, драпувань. Поміж намальованими колонами — фрескові зображення обрядових (ріг, валторна, "арфа Давида") і світських (гітара, віолончель, кларнет та ін.) музичних інструментів, драпувань, квіткових букетів. Вісь вівтарної стіни закінчується ліпним балдахіном у вигляді корони із зіркою та спущеними драпуваннями.